# Rolf Mamero
Rolf Mamero (* 27. September 1914 in Lübeck; † 1. März 1988 in Hamburg) war ein deutscher Schauspieler, Nachrichten-, Hörspiel- und Synchronsprecher.
Rolf Mamero hat in zahlreichen Filmen und Theaterstücken mitgewirkt. Besonders bekannt wurde er durch seine markant weiche Stimme in unzähligen Hörspielen, als Hörfunk- und Wochenschausprecher sowie als Synchronstimme.

## Leben

### Schauspieler
Rolf Mamero begann seine Theaterlaufbahn in Kassel. Über Oldenburg kam er nach dem Krieg nach Hamburg. Viele Jahre hat er dort an diversen Theatern verbracht, zum Beispiel an der Hamburgischen Staatsoper mit Sprecherrollen Entführung aus dem Serail und Der Freischütz. Beim NWDR gehörte er zu den ersten Rundfunksprechern. Ab 1956 sprach er auch für die UFA-Wochenschau. Später wirkte er in einigen TV-Produktionen mit: John Walker schreibt seiner Mutter (1954), Unter den Dächern von St. Pauli (1970), Gran Canaria (1972), Tatort: Rechnen sie mit dem Schlimmsten (1972), Hände hoch, Herr Trimmel! (1982) und Die Schwarzwaldklinik.

### Sprecher
Als Synchronsprecher lieh er seine markante Stimme unter anderem Stanley Baker (Gefährliches Erbe), Andrew Keir (Der Untergang des Römischen Reiches), Patrick McGoohan (Dämon Weib), Darren McGavin (Traum meines Lebens), Leslie Phillips (Carry On Nurse), Michael Rennie (So ist das Leben), Richard Denning (Der Schrecken vom Amazonas) und Douglas Wilmer in (El Cid).
Als Sprecher wirkte er bei zahlreichen Hörspielen mit, unter anderem in diversen Rollen und Episoden der Jugendreihen Die drei Fragezeichen, Hui Buh und Tom und Jerry sowie als Erzählerstimme in dem Film Der Schatz im Silbersee (1962).

### Privatleben
Rolf Mamero war mehrfach verheiratet, unter anderem mit der Schauspielerin Aranka Jaenke-Mamero und hatte einen Sohn. Er wurde auf dem Friedhof Ohlsdorf auf einem anonymen Grabfeld bei Kapelle 8 beigesetzt.

## Filmografie (Auswahl)
- 1976: Die Hinrichtung

## Hörspiele
- 1976 Hanni und Nanni – in tausend Nöten (9) als Onkel von Grit
- 1976 Hanni und Nanni – groß in From (10) als Landrat
- 1976 Hanni und Nanni – im Landschulheim (12) als Reisender und als Abdecker
- 1976 Detektiv Clipper – Unter falschem Verdacht (1) als Onkel Brad
- 1976 Nfl.1989 Kung Fu – Der Tiger vom Apache Creek (1) als Tiger Mohawk
- 1976 Nfl.1989 Kung Fu – Rache für Doc Sunshine (2) als Joe Adder, Revolverheld
- 1977 Eberhard Alexander-Burgh – Die Flußpiraten des Mississippi als Bollivar
- 1977 Eberhard Alexander-Burgh – Meuterei auf der Bounty als Waffenmeister Charles Churchill
- 1977 Jules Verne – 20.000 Meilen unter dem Meer als Kapitän der „Abraham Lincoln“
- 1977 Enid Blyton – Das Geheimnis der Klippenburg als Polizeimeister Koch
- 1977 Enid Blyton – In unserer Schule ist was los als Herr Quentin
- 1977 Enid Blyton – Unser Foxl ist ein Held als Zirkusdirektor Borry
- 1977 Enid Blyton – Schmuggler Ben als Vater
- 1977 Meuterei auf der Bounty (5) als Waffenmeister Charles Churchill
- 1977 Kapitän Hornblower (13) als El Supremo, Don Julian
- 1977 H.G. Francis – Goldrausch in Alaska (2) als John Wayer, Goldgräber
- 1977 H.G. Francis – Kapitän Hornblower (4) als El Supremo, Don Julian
- 1977 H.G. Francis – Frankensteins Sohn als Dr. Giralda
- 1977 Nessie – Das Ungeheuer von Loch Ness als James
- 1977 Commander Perkins – Bordon, der Unsterbliche (4) als Funker in der Zentrale und Roboter
- 1977 Hui Buh – die Geisterjäger (9) als Gendarm
- 1977 Hui Buh – das verschwundene Spukschloß (10) als Lakai Stanislaus
- 1978 Antares Antares 8 – Welt Alarm (1) als Kurierpilot
- 1978 Antares Antares 9 – Verräter an Bord der Antares (2) als General Hartford
- 1978 Die Zeitmaschine – Begegnung mit den Göttern aus dem All Das Geheimnis der Pyramiden (3) als Aufseher
- 1978 Commander Perkins – Saturn ruft Delta-4 (5) als Roboter
- 1978 Commander Perkins – Expedition in die Vergangenheit (6) als Funker in der Zentrale
- 1978 Die drei Schweinchen – Der Fünftausend-Dollar-Gewinn (4) als Zollbeamter
- 1978 H.G. Francis – Das Geheimnis des Bermuda-Dreiecks als Tall
- 1979 Heidi (2) als Lehrer
- 1979 Die drei ??? und der Karpatenhund (3) als Polizist
- 1979 Die drei ??? und der grüne Geist (8) als Jensen
- 1979 Die drei ??? und die Silbermine (26) als Gasper
- 1979 Tina & Tini – überlisten den Meisterdieb (3) als Kapitän
- 1979 Fünf Freunde – und der Zauberer Wu (5) als Gauner
- 1979 Fünf Freunde – helfen ihrem Kameraden (6) als Mr. Rotturm
- 1979 Jules Verne – Die Kinder des Käpt’n Grant (1) als Señor Thalcave
- 1979 Jules Verne – Die Kinder des Käpt’n Grant (2) als Skipper Halley
- 1979 Enid Blyton – Lauter Sachen zum Hören und Lachen / Pflaumenmus als Hr. Brummig
- 1979 James Krüss – Das kleine Mädchen und das blaue Pferd als Wärter
- 1980 Enid Blyton – Die verwegenen 4 – reißen aus (1) als Briefträger
- 1980 Enid Blyton – Die verwegenen 4 – bewähren sich (2) als Polizist
- 1981 Fünf Freunde – wittern ein Geheimnis (15) als Erold Golin
- 1981 Der seltsame Löwe – Leo, der Löwe (4) als 2. Jäger
- 1981 TKKG - Die Jagd nach den Millionendieben (1) als Kommisar
- 1982 Tom & Jerry – Im Zirkus (5)
- 1982 Tom & Jerry – Als Babysitter (5)
- 1982 Tom & Jerry – In Hawaii (6)
- 1982 Tom & Jerry – Als Schlagerstar (6)
- 1982 Tom & Jerry – Als Privatdetektive (8)
- 1982 Tom & Jerry – Als Rennfahrer (8)
- 1982 TKKG – Das Phantom auf dem Feuerstuhl (5) als 2. Polizist
- 1982 Flash Gordon – Die Sklavenjäger des Ming (3) als Captain Tuno
- 1983 Bille und Zottel – Mit einem Pferd durch dick und dünn (3) als Bürgermeister
- 1983? Hui Buh – schauerliche Verwünschung (16) als Gendarm
- Maritim Singles – Das Wirtshaus im Spessart (2) als Graf Sandau
- Sindbad der Seefahrer – Die Zauberinsel Alkenor (2) König von Ceylon
- Wo ist mein Kind, Herr Graf? (3) als Anwalt Lundt
- Keine Hoffnung für die Baronesse? (8) als Butler
- Dschungelbuch 2 – als Baghira, der Panther
- Ich und Klara – und der Papagei Pippo (3) als Onkel
- Ich und Klara – und der Kater Kasimir (4) als Onkel
- Bille & Zottel – Mit einem Pferd durch dick und dünn (3) als Bürgermeister Petersen
- Balduin, der Gepäckträger mit der goldenen 1 als Fahrkartenknipser
- Der Rattenfänger von Hameln – Des Kaisers neue Kleider als 2. Weber
- Die Märchenparade – Der Teufel mit den 3 goldenen Haaren / Die sieben Schwaben (13) als Michel